# Сијеро
Сијеро (шп. Siero) град је у Шпанији у аутономној заједници Астурија у покрајини Астурија. Према процени из 2008. у граду је живело 50.233 становника.

## Становништво
Према процени, у граду је 2008. живело 50.233 становника.
| 1991.  | 2001.  |
| ------ | ------ |
| 44.033 | 47.890 |